# Flaga Stellalandu
Flaga Stellalandu – flaga istniejącej w latach 80. XIX w. republiki Stellaland, położonej w południowej Afryce.  

## Historia i symbolika
Pierwsza flaga republiki wykonana została z płata tkaniny o barwie zielonej. W centrum flagi umieszczono tarczę, która została obrysowana złotą nitką podzieloną na cztery części. Lewa górna część tarczy przedstawia rękę trzymającą nogę ptaka. Ptak ten to południowoafrykański bustard, znak Dawida Massouw – wodza ludu Koranna. Element jest koloru czarnego a tło, na którym się znajduje, koloru białego. Prawa górna część ma zielone tło, z pięcioramienna białą gwiazdą. Dolne części tarczy w połączeniach są zaokrąglone o promieniu 180 stopni (90 stopni zaokrąglenia na jeden element). Lewy dolny element przedstawia pozłacana wagę umieszczoną na niebieskim tle. Prawa dolna część ma czerwone tło z dwoma rybami przeciwstawnie do siebie ułożonymi. Ryby przebite mieczem są znakiem  Mankoroane – wodza szczepu Batlapin rywala Dawida Massouw. Miecze przebijające zwierzęta podwyższają rangę Mankoroare. Nad tarczą znajduje się biała gwiazda – znak komet. Pod nią umieszczone są paski koloru białego i czarnego ułożone naprzemiennie. Pod tarczą widnieje wstęga koloru złotego, na której umieszczono napis: Gewapend en Rejtraarig, co oznacza uzbrojony i prawy.
Drugi wzór flagi Stellalandu różni się od opisywanego powyżej. Tło flagi ma ciemniejszy odcień zieleni. Z godła umieszczonego w centrum znikła biała gwiazda oraz przyozdabiający godło napis Gewapend en Rejtraarig. W prawym górnym rogu wizerunek południowoafrykańskiego bustarda - znaku Dawida Massouw zbliżony jest do rzeczywistego wyglądu. W 1883 roku flaga  Stellalandu została kolejny raz zmieniona. Przywrócono jasny zielony kolor tła. Herb został zastąpiony białą sześcioramienną gwiazdą umieszczoną w centrum proporca. W tym samym roku flaga została ponownie zmieniona. Tło zostało podzielone na kolor zielony i czerwony w różnych proporcjach.  Sześcioramienna gwiazdę zastąpiono większą ośmioramienną.
Wiele odmian flag Stellalandu odnosi się do faktu, iż żona prezydenta kraju szyła je na własnej maszynie do szycia w okolicznościach, kiedy była ona potrzebna. Republika nie posiadała zarejestrowanego formalnie wzoru flagi.
Wzory flag znajdują się w Muzeum Vryburg, miasta będącego stolicą nieistniejącej już Republiki Stellalandu. Proporcje dotyczące wymiarów flag nie zostały ustalone.